# Floorball aux Jeux mondiaux de 2017
Navigation
Cali 2013 Birmingham 2022
Les épreuves de floorball des Jeux mondiaux de 2017 ont lieu du 27 juillet au 30 juillet 2017 à Wrocław.

## Compétition

### Tour préliminaire

#### Groupe A
- En gras, qualifié pour les demi-finales

|   | Équipe   | J | V | N | D | BP | BC | +/- |
| - | -------- | - | - | - | - | -- | -- | --- |
| 1 | Finlande | 2 | 2 | 0 | 0 | 9  | 2  | 7   |
| 2 | Tchéquie | 2 | 1 | 0 | 1 | 14 | 5  | 9   |
| 3 | Pologne  | 2 | 0 | 0 | 2 | 1  | 17 | -16 |

| 27 juillet | Finlande | 4  | 2 | Tchéquie |
| 27 juillet | Pologne  | 0  | 5 | Finlande |
| 28 juillet | Tchéquie | 12 | 1 | Pologne  |

#### Groupe B
- En gras, qualifié pour les demi-finales

|   | Équipe     | J | V | N | D | BP | BC | +/- |
| - | ---------- | - | - | - | - | -- | -- | --- |
| 1 | Suède      | 2 | 2 | 0 | 0 | 23 | 0  | 23  |
| 2 | Suisse     | 2 | 1 | 0 | 1 | 17 | 3  | 14  |
| 3 | États-Unis | 2 | 0 | 0 | 2 | 0  | 37 | -37 |

| 27 juillet | Suisse     | 17 | 0  | États-Unis |
| 28 juillet | États-Unis | 0  | 20 | Suède      |
| 28 juillet | Suède      | 3  | 0  | Suisse     |

### Matches de classement
| 5e place | 11 juillet | Pologne | 1 | 4 | États-Unis |

### Phase finale
|  | Demi-finales | Demi-finales |                        |   | Finale     | Finale     |
|  | Demi-finales | Demi-finales |                        |   | Finale     | Finale     |
|  |              |              |                        |   |            |            |
|  | 29 juillet   | 29 juillet   |                        |   | 30 juillet | 30 juillet |
|  | 29 juillet   | 29 juillet   |                        |   | 30 juillet | 30 juillet |
|  | Finlande     | 2            |                        |   | 30 juillet | 30 juillet |
|  | Finlande     | 2            |                        |   | 30 juillet | 30 juillet |
|  | Suisse       | 5            |                        |   | 30 juillet | 30 juillet |
|  | Suisse       | 5            | Suisse                 | 5 |            |            |
|  | 29 juillet   |              | Suisse                 | 5 |            |            |
|  |              | Suède        | 7                      |   |            |            |
|  | Suède        | Suède        | 7                      | 5 |            |            |
|  | Suède        |              |                        | 5 |            |            |
|  | Tchéquie     | 2            |                        |   |            |            |
|  | Tchéquie     | 2            | Match pour la 3e place |   |            |            |
|  |              |              |                        |   |            |            |
|  | 30 juillet   |              |                        |   |            |            |
|  |              |              |                        |   |            |            |
|  | Finlande     | 2            |                        |   |            |            |
|  | Finlande     | 2            |                        |   |            |            |
|  | Tchéquie     | 0            |                        |   |            |            |
|  | Tchéquie     | 0            |                        |   |            |            |

## Podiums
| Épreuves | Or | Argent | Bronze |
| -------- | --- | --- | --- |
| Tournoi  | Suède - Rasmus Enström (sv) - Alexander Galante Carlström (sv) - Tobias Gustafsson - Emil Johansson (sv) - Kasper Hedlund - Viktor Klintsten (sv) - Johannes Larsson - Robin Nilsberth (sv) - Kim Nilsson (sv) - Mans Parsjo Tegner - Johan Samuelsson - Mattias Samuelsson (sv) - Rasmus Sundstedt (sv) - Jonas Svahn (pl) | Suisse - Nicola Bischofberger (de) - Claudio Laely (de) - Manuel Maurer (de) - Matthias Hofbauer (de) - Paolo Riedi (de) - Manuel Engel (de) - Christoph Meier (de) - Patrick Eder (de) - Kevin Berry - Patrick Mendelin (de) - Curdin Furrer (de) - Dan Hartmann - Luca Graf (de) - Tim Braillard | Finlande - Sami Johansson (fi) - Miko Kailiala (fi) - Juha Kivilehto (fi) - Mika Kohonen (en) - Peter Kotilainen (fi) - Janne Lamminen (fi) - Pyry Luukkonen - Jussi Piha (fi) - Eemeli Salin (fi) - Nico Salo (fi) - Krister Savonen (fi) - Lauri Stenfors (fi) - Santtu Strandberg - Tatu Vaananen (fi) |

## Tableau des médailles
- Pays organisateur

| Rang  | Nation   | Or | Argent | Bronze | Total |
| ----- | -------- | -- | ------ | ------ | ----- |
| 1     | Suède    | 1  | 0      | 0      | 1     |
| 2     | Suisse   | 0  | 1      | 0      | 1     |
| 3     | Finlande | 0  | 0      | 1      | 1     |
| Total | Total    | 1  | 1      | 1      | 3     |